# Prix Rambert

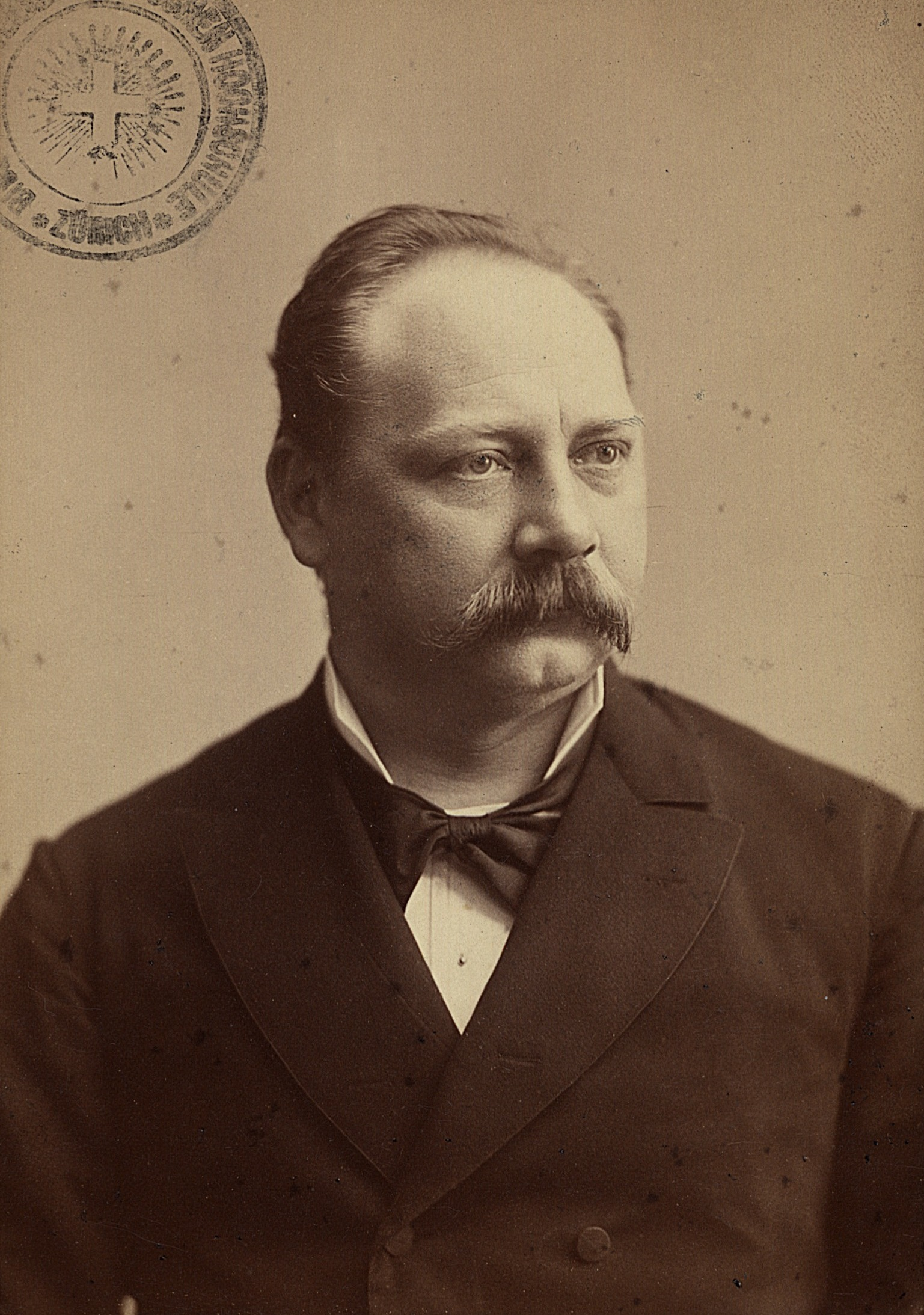
Eugène Rambert, Namensgeber des Preises

Der Prix Rambert ist der älteste Literaturpreis der Romandie. Er wurde 1898 vom Schweizerischen Zofingerverein im Gedenken an den Waadtländer Schriftsteller Eugène Rambert begründet und wird seit 1903 alle drei Jahre von einer Jury an französischsprachige Schweizer Autoren verliehen.

## Preisträger
- 1903: Henri Warnery, Le Peuple vaudois
- 1906: Paul Seippel, Les Deux Frances und René Morax, La Nuit des quatre temps
- 1909: Philippe Godet, Madame de Charrière et ses amis und Samuel Cornut, La Trompette de Marengo
- 1912: Charles-Ferdinand Ramuz, Aimé Pache, peintre vaudois und Benjamin Vallotton, La Moisson est grande
- 1915: Henry Spiess, Le Visage ambigu
- 1920: Robert de Traz, La Puritaine et l’amour und Pierre Kohler, Madame de Staël et la Suisse
- 1923: Charles-Ferdinand Ramuz, Passage du poète
- 1926: Edmond Gilliard, Rousseau et Vinet individus sociaux
- 1929: Paul Budry, Le Hardi chez les Vaudois und Trois hommes dans une Talbot
- 1932: Pierre Kohler, L’Art de Ramuz
- 1935: Charles-Albert Cingria, Pétrarque und Pierre Beausire, Œuvres
- 1938: Denis de Rougemont, Journal d’un intellectuel en chômage
- 1941: Gustave Roud, Pour un Moissonneur
- 1944: Jacques Mercanton, Thomas l’incrédule
- 1947: Pierre-Louis Matthey, Vénus et le Sylphe
- 1950: Albert Béguin, Patience de Ramuz
- 1953: Maurice Chappaz, Testament du Haut-Rhône
- 1956: Philippe Jaccottet, L’Effraie
- 1959: Robert Pinget, Le Fiston
- 1962: Catherine Colomb, Le Temps des anges
- 1965: Jean Starobinski, Œuvres
- 1968: Nicolas Bouvier, Japon
- 1971: Anne Perrier, Lettres perdues
- 1974: Jean Vuilleumier, L’Écorchement
- 1977: Jean-Marc Lovay, Les Régions céréalières
- 1980: Étienne Barilier, Prague
- 1983: Claude Delarue, L’Herméneute und La Chute de l’ange
- 1986: Anne-Lise Grobéty, Pour mourir en février und Zéro positif sowie La Fiancée d’hiver
- 1989: Jacques-Michel Pittier, Les Forçats und New-York Caligramme
- 1992: Jean Romain, Les Chevaux de la pluie
- 1995: Jacques-Étienne Bovard, Demi-Sang Suisse
- 1998: Jean-François Sonnay, La Seconde Mort de Juan de Jesus
- Preis der Hundertjahrfeier: Yvette Z’Graggen, Matthias Berg und Ciel d’Allemagne
- 2001: Corinne Desarzens, Bleu diamant
- 2004: Thomas Bouvier, Demoiselle Ogata
- 2007: Marielle Stamm, L’Œil de Lucie
- 2010: Pascale Kramer, L’implacable brutalité du réveil
- 2013: Marie-Jeanne Urech, Les Valets de nuit
- 2016: Philippe Rahmy, Allegra
- 2019: Michel Layaz, Sans Silke
- 2022: Claire Genoux, Giulia